# رابرت هاینز
 رابرت هاینز (انگلیسی: Robert Haynes؛ زاده ۲۷ اوت ۱۹۳۱ درگذشته ۲۲ دسامبر ۱۹۹۸) یک فیزیک‌دان، و زیست شناس اهل کانادا بود.